# Kinh tế Iceland
Kinh tế Iceland  là nền kinh tế nhỏ nhưng rất phát triển, với tổng sản phẩm quốc nội ước tính 19.444 tỉ USD đứng thứ 112 trong năm 2016 và GDP bình quân đầu người 50,425 USD là một trong những nước có thu nhập bình quân đâu người cao nhất trên thế giới
Giống như các nước Bắc Âu khác, Iceland  có nền kinh tế hỗn hợp, chủ yếu là các nhà tư bản nhưng hỗ trợ một hệ thống phúc lợi xã hội lớn.  Nền kinh tế phát triển cộng với hệ thống phúc lợi xã hội tốt đã khiến cho chỉ số phát triển con người của Iceland rất cao, xếp thứ nhất thế giới (xem Danh sách quốc gia theo chỉ số phát triển con người). Iceland là nước có điều kiện sống tốt nhất trên thế giới.
Nền kinh tế Iceland phụ thuộc chủ yếu vào ngành công nghiệp đánh cá, ngành này cung cấp tới 70% lượng xuất khẩu và sử dụng 4% lực lượng lao động; do đó kinh tế nước này vẫn nhạy cảm với giá của sản phẩm cá trên thị trường thế giới.